# Salamina (Magdalena)
Salamina – miasto w Kolumbii, w departamencie Magdalena.